# Associació Internacional de Parcs Científics i Àrees d'Innovació
L'Associació Internacional de Parcs Científics i Àrees d'Innovació, coneguda per les seves sigles en anglès IASP (International Association of Science Parks and Areas of Innovation) és una associació fundada el 1984, que des de setembre de 1995 té la seu mundial al Parc Tecnològic d'Andalusia, a Màlaga (Espanya) i una oficina regional a Pequín (Xina).
El desembre de 2021 comptava amb més de 115.000 empreses en 350 parcs tecnològics de 75 països de tot el món.